# Hadjaraï

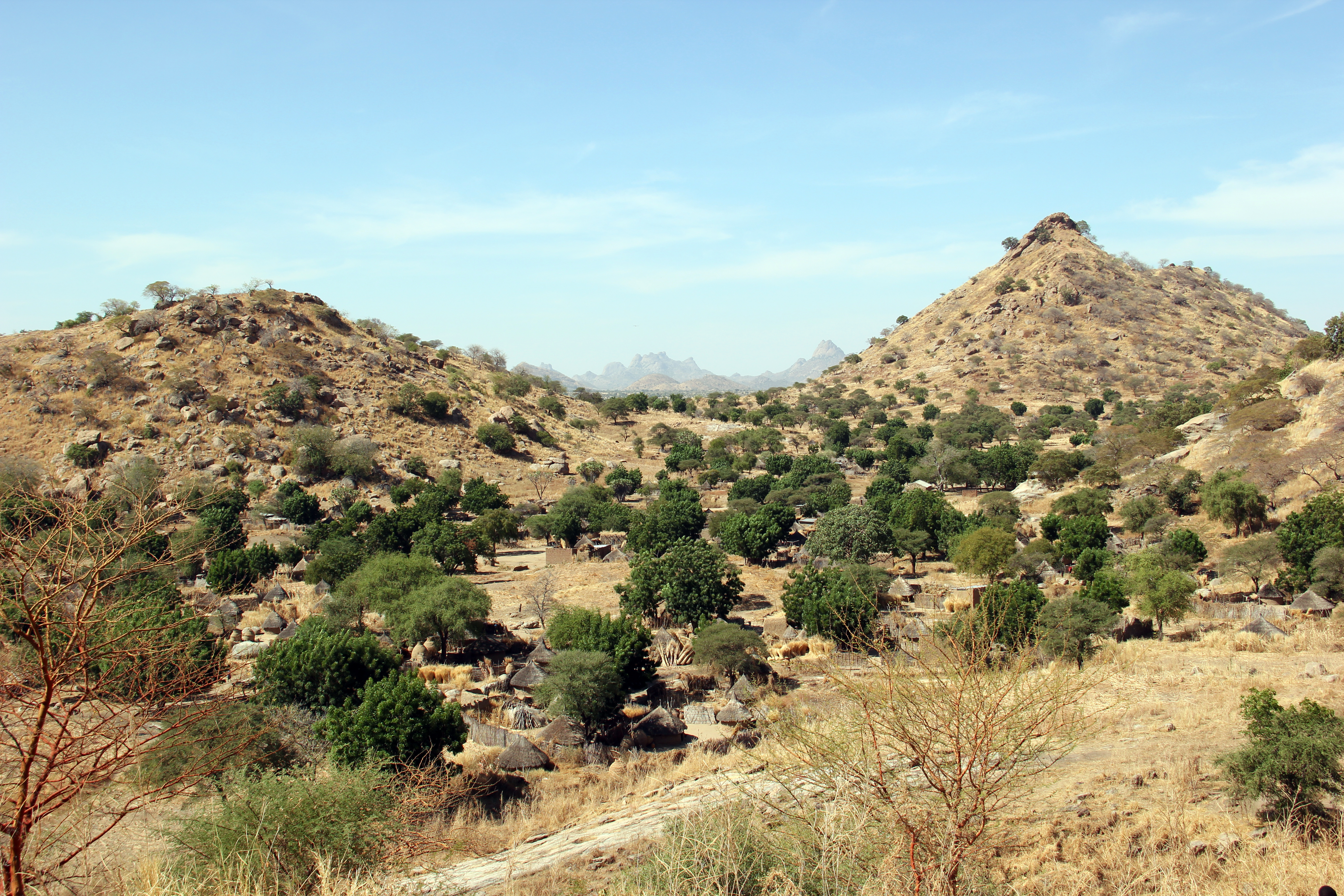
Un village Hadjaraï dans le Guéra au Tchad

Les Hadjaraï (var. orth. Hadjarai, Hadjeraï ou Hadjeray) forment un groupe ethnolinguistique comptant plus de 650 000 personnes et représentant environ 6,7 % de la population du Tchad.
Le nom « Hadjaraï » est un exonyme arabe initialement à connotation péjorative signifiant littéralement « [ceux] des pierres » et par extension « ceux de la montagne », « les montagnards ». Il fédère aujourd'hui des peuples aux coutumes et aux langues disparates vivant dans les massifs montagneux du Guéra, au centre du Tchad.

## Sous-groupes et culture
Les quinze groupes ethniques hadjaraï comprennent les Daju, les Kenga, les Junkun, les Dangaleat, les Mogoum, les Sokoro, les Saba, les Barain, les Bidio, les Yalna, les Bolgo, les Koffa, les Migami et les Mokoulou ou encore appelés Djonkor-Guera, guergagui ou Mokilagui.
La plupart des Hadjaraï sont des agriculteurs. Plus de 90 % des femmes Hadjaraï ont subi des mutilations génitales.
Si les groupes Hadjaraï parlent plusieurs langues, ils partagent de nombreux traits culturels. L'un des plus répandus est la croyance aux margais  à savoir des esprits invisibles contrôlant les éléments naturels.De nos jours les hadjaray sont chrétiens ou musulmans mais l'influence du margaï est très présent.On note encore la présence de cette ancienne religion ancestrale dans certaines localités du Guera. Cette croyance a survécu à la conversion rapide de la plupart des Hadjaraï à l'islam  70% des hadjaray sont musulmans.Au cours de la domination coloniale français sur le Territoire du Tchad, ce malgré les efforts déployés par les autorités françaises pour éviter l'islamisation par la promotion de missions chrétiennes (environ 28% des hadjaray sont chrétiens),,.

## Histoire
Bien qu'il n'ait jamais été unifié par le passé, le peuple Hadjaraï partage un fort esprit d'indépendance, forgé au cours de la période pré-coloniale lors d'affrontements répétés avec des groupes esclavagistes effectuant des razzias sur son territoire, en particulier des groupes soutenus par le royaume du Ouaddai. Cette tradition d'autonomie a conduit à de fréquents différends avec le gouvernement central après l'indépendance du Tchad en 1960, en grande partie dus à des tentatives de déplacer les populations des montagnes vers les plaines. Les Hadjaraï comptaient parmi les plus fervents soutiens des rebelles sous le Gouvernement d'Union nationale de transition durant la guerre civile.
Bien que les Hadjaraï aient joué un rôle crucial dans l'arrivée au pouvoir de Hissène Habré en 1982, ils se sont éloignés de lui après la mort de leur porte-parole Idriss Miskine. Ils ont beaucoup souffert en 1987, quand Habré lança une campagne de terreur contre eux en réponse à la formation du mouvement rebelle MOSANAT. Des membres du groupe furent massivement arrêtés et même tués. Il apparaît que 840 personnes ont fait l'objet d'exécutions sommaires.
Les Hadjaraï ont ensuite soutenu la rébellion d'Idriss Déby contre Habré et ont contribué à la chute de ce dernier en 1990. Une crise entre les dirigeants Hadjaraï et Déby a éclaté en 1991 après une prétendue tentative de coup d'État. D'innombrables Hadjaraï ont été incarcérés quand les combats ont touché leur territoire, malgré les efforts déployés par Déby pour rassurer la population locale du Guéra.